# Ataköy Atletizm Salonu
Ataköy Atletizm Salonu – hala sportowa przeznaczona do lekkoatletyki, zlokalizowana w dzielnicy Bakırköy w Stambule, w sąsiedztwie obiektu Sinan Erdem.
Obiekt powstał z myślą o organizowanych w 2012 lekkoatletycznych halowych mistrzostw świata. Podczas zawodów trybuny obiektu będą mogły pomieścić 5040 widzów. 